# Alida Tomanič
Alida Tomanič, slovenski fotomodel in odbojkarica, * 24. september 2003, Ptuj
Zmagala je na lepotnem tekmovanju Miss Slovenije 2023.

## Šolanje
Hodila je v OŠ Breg na Ptuju. Med letoma 2018 in 2022 je obiskovala Gimnazijo Ptuj. Študira arhitekturo na Fakulteti za gradbeništvo, prometno inženirstvo in arhitekturo v Mariboru.

## Šport
Je članica tretjeligaškega Ženskega odbojkarskega kluba Ptuj.

## Zasebno
Njeni starši so podjetniki. Rada poje, igra violino, klavir in kitaro.